# Batalha de Leliefontein

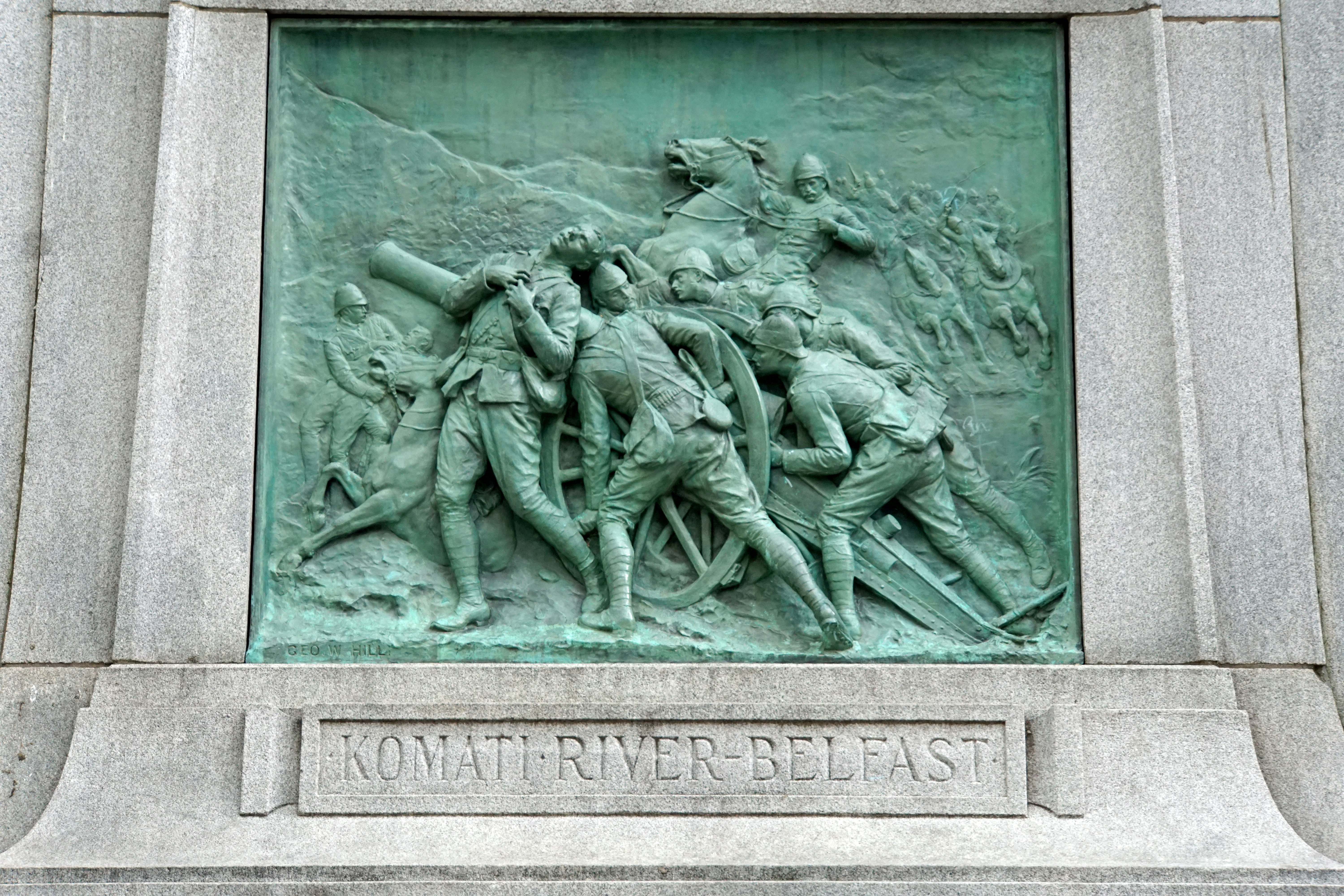
Representação da Batalha de Leliefontein no Memorial da Guerra dos Bôeres em Montreal.

A Batalha de Leliefontein (também conhecida como a Batalha de Witkloof) foi um confronto entre as forças britânico-canadenses e bôeres durante a Segunda Guerra dos Bôeres em 7 de novembro de 1900, no rio Komati 30 quilômetros (19 milhas) ao sul de Belfast, na atual Barragem Nooitgedacht.
Durante o combate, a retaguarda canadense repeliu com sucesso os ataques bôeres contra a coluna, facilitando a retirada bem-sucedida da força britânico-canadense da área. Três membros dos Royal Canadian Dragoons foram premiados com a Cruz Vitória por suas ações durante a batalha.

## Antecedentes
Em novembro de 1900, uma força britânica avançou de Belfast em direção ao rio Komati para empurrar os soldados bôeres para fora da área. A força britânica também incluiu o segundo contingente canadense a chegar à África do Sul, incluindo membros do Royal Canadian Dragoons, do 2º Canadian Mounted Rifles e da Bateria "D" da Artilharia de Campanha Canadense.
Liderada pelo major-general Horace Smith-Dorrien, a força chegou ao rio em 6 de novembro e expulsou os bôeres de suas posições. No entanto, como a resistência era mais forte do que o esperado, e porque Smith-Dorrien esperava que os bôeres fossem reforçados, ele ordenou que suas forças montassem acampamento em Leliefontein para a noite, antes de começar uma retirada de volta para Belfast na manhã seguinte.
Os bôeres que se retiraram de suas posições em Komati mais tarde se reconsolidaram com reforços, tendo esperado que a força britânica os perseguisse.  A força bôer incluía o Comando de Ermelo e o Comando de Carolina. Os bôeres originalmente planejavam interceptar uma força britânica em avanço em uma estrada ao sul do rio.  No entanto, depois que os bôeres perceberam que a força britânico-canadense não os perseguia e estava se retirando da área, eles avançaram para atacar a retaguarda da coluna britânico-canadense.

## Batalha

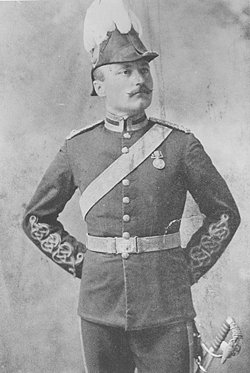
Tenente-Coronel François-Louis Lessard dos Royal Canadian Dragoons, 1900. Lessard foi encarregado de cobrir a retirada da força britânico-canadense.

Uma força liderada pelo tenente-coronel François-Louis Lessard, que incluía de 90 a 100 homens dos Royal Canadian Dragoons, dois canhões de campo de 12 pounder da Bateria "D" da Artilharia de Campanha Canadense e uma metralhadora M1895 Colt-Browning puxada por cavalos, foi encarregada de cobrir a retirada da força maior como sua retaguarda. Os dragões foram implantados em uma linha de 4 a 5 quilômetros de largura (2,5 a 3,1 milhas) atrás da coluna britânica em retirada, com a metralhadora puxada por cavalos em seu centro.
Ao longo da manhã, as posições de retaguarda canadenses foram atacadas pelas forças bôeres.  Em um ponto durante o combate, 200 Boers montados cobraram as posições do canadense em uma tentativa de quebrar sua linha.  A carga montada foi eventualmente repelida por um punhado de Royal Canadian Dragoons, e a seção esquerda da Bateria D sob o comando do Tenente Edward Whipple Bancroft Morrison. Durante a carga montada, uma arma de campo quase foi tomada, embora uma emboscada organizada às pressas de 12 homens liderada pelo tenente Richard Ernest William Turner tenha impedido a captura da arma de campo. Embora Morrison estivesse ferido, os dragões foram capazes de repelir a carga com a ajuda da metralhadora em seu flanco esquerdo. 
A posição onde a carruagem de metralhadora puxada por cavalos foi colocada foi então assaltada e eventualmente tomada pelos bôeres.  No entanto, o sargento Edward James Gibson Holland carregou a metralhadora de sua carruagem para impedir sua captura, queimando sua mão no cano da arma no processo.  Durante essas acusações montadas, dois dos comandantes bôeres locais, o general Joachim Fourie e o comandante Henry Prinsloo foram mortos por tiros de metralhadora.  O general bôer Johann Grobler também foi ferido durante o confronto.
Os dragões sob o comando do tenente Hampden Zane Churchill Cockburn continuaram a manter suas posições até que o resto da retaguarda se retirou mais atrás deles. No entanto, como resultado da ação, os dragões sob o comando da Holanda foram todos capturados, mortos ou feridos; com a Holanda também sofrendo lesões. Os ataques bôeres às posições canadenses persistiram depois, embora não tivessem a organização e o ímpeto de ataques anteriores com a perda de seus comandantes.  As duas armas de campo de 12 libras foram usadas para combater uma ação de retaguarda até que os canadenses alcançassem o terreno alto, após o que os bôeres interromperam seu ataque.

## Consequências

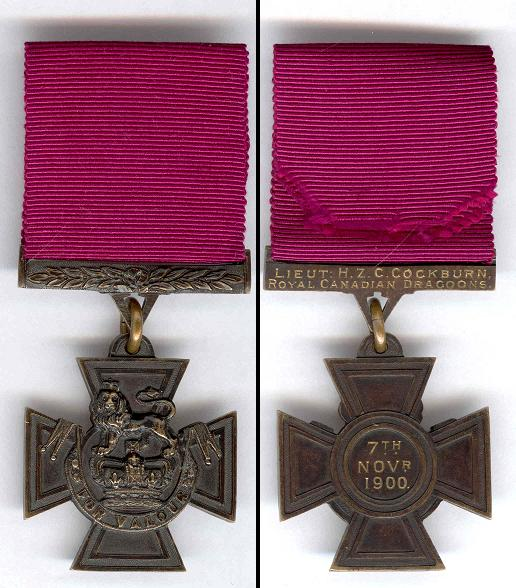
Cruz Vitória do Tenente Hampden Cockburn. Cockburn foi um dos três dragões reais canadenses agraciados com a Cruz Vitória por suas ações em Leliefontein.

Após a batalha, Smith-Dorrien escreveu uma carta ao Chefe do Estado-Maior britânico, elogiando a ação de retaguarda bem-sucedida dos Dragões Reais Canadenses, bem como a liderança de Lessard.
Tenho muito prazer em encaminhar declarações anexas sobre o comportamento galante de oficiais e suboficiais das Forças Reais Canadenses nas ações de 7 de novembro de 1900 entre Witkloof e Leliefontein no rio Koomati. Ao apresentá-los, devo enfatizar o fato de que o comportamento de toda a retaguarda real canadense sob o comando do tenente-coronel Lessard foi tão bom que torna mais difícil destacar para uma distinção especial. Não há dúvida de que os homens se sacrificaram da maneira mais galante para salvar as armas que conseguiram fazer. —  Major-General Horace Smith-Dorrien
Além de elogiar Lessard, Smith-Dorrien também recomendou ao Chefe do Estado-Maior a concessão da Cruz Vitória a quatro membros dos Dragões Reais Canadenses, e outra condecoração militar ao Tenente Morrison.
Três membros dos Royal Canadian Dragoons, incluindo o Sargento Holland, o Tenente Turner e o Tenente Cockburn foram agraciados com a Cruz Vitória por suas ações em Leliefontein. O Royal Canadian Dragoons continua sendo a única unidade canadense onde três de seus membros foram agraciados com a Cruz Vitória em um único dia.  O soldado W. A. Knisley, dos Royal Canadian Dragoons, também foi recomendado para uma Cruz Vitória por Smith-Dorrien, embora Knisley não tenha recebido a condecoração.  O Tenente Morrison foi condecorado com a Ordem de Serviço Distinto por suas ações durante o engajamento.
As duas armas de campo que estiveram envolvidas na batalha estão atualmente em poder do Museu da Guerra Canadense.